# الحميدية الجديدة
قرية الحميدية الجديدة هي إحدى القرى التابعة لمركز الفيوم في محافظة الفيوم في جمهورية مصر العربية. حسب إحصاءات سنة 2006، بلغ إجمالي السكان في الحميدية الجديدة 4064 نسمة، منهم 2114 رجل و1950 امرأة.